# Pramen Karla IV.
Pramen Karla IV., původní název Žrout (něm. Fresser), je druhý karlovarský minerální pramen. Nachází se na levém břehu řeky Teplé na Tržišti v centru lázeňské části Karlových Varů. Umístěn je na Tržní kolonádě, teplotu má 66 °C a vydatnost 4,8 l/min. Je volně přístupný. Jeho objevení je spojováno s legendou o císaři a králi Karlu IV.

## Historie
Na místě Tržní kolonády v dnešním historickém centru města od nepaměti vyvěraly drobné i větší termální prameny, které často mizely a znovu se objevovaly. Zde byl v roce 1769 prvně zachycen pramen Karla IV., původním názvem Žrout (něm. Fresser). Vyvěral v podzemí staré karlovarské radnice, která na tomto místě tehdy stála. Když byla radnice roku 1871 stržena, byly vývěry pramene lépe zachyceny. V roce 1875 začal být pramen využíván k lázeňským účelům. V letech 1882–1883 byla nad pramenem, podle návrhu vídeňských architektů Ferdinanda Fellnera a Hermanna Helmera, vystavěna dřevěná Tržní kolonáda.
V době před první světovou válkou pramen zcela zapadl a voda byla do pramenní vázy přiváděna 85 metrů dlouhým potrubím z dolního Zámeckého pramene. Tím byla ovlivněna teplota a pramen tehdy proto patřil k nejchladnějším.

## Současný stav
Pramen vyvěrá na Tržišti na jihozápadním konci Tržní kolonády. Od osmdesátých let 20. století, po objevu jeho nového zdroje poblíž morového sloupu, je jímán vrtem v hloubce 19,5 metru. Díky tomuto hlubokému vrtu má teplotu 66 °C, vydatnost 4,8 litrů/min. a obsah CO2 250–450 mg/litr. Kromě pramene Karla IV. vyvěrají na téže kolonádě dva další minerální prameny – Tržní a Zámecký dolní.

### Zajímavosti
- Nad pramenní vázou je zavěšen bronzový reliéf „Objevení pramenů Karlem IV." od uměleckého kováře Adolfa Zörkela. Dílo zobrazuje legendu o založení Karlových Varů.[1]
- Za pramenní vázou se nachází chodba skrytá veřejnosti, kde jsou uchovány staré záchyty pramene, které se už v dnešní době nevyužívají.[2]

## Legenda o Karlu IV. a založení Karlových Varů
Dle staré pověsti si právě zde císař a král Karel IV. léčil své nemocné údy. Když jednoho dne v lesích, právě v místech kde nyní vyvěrají horké prameny, podnikal loveckou výpravu, stala se ta příhoda. Při lovu jeden ze psů, který pronásledoval jelena, spadl do tůně s tryskající horkou vodou. Začal výt bolestí a jeho nářek přivolal lovce. Ti psa z vody vytáhli a o události zpravili Karla IV. Karel se poté na místo vydal s družinou, aby tam sám obdivoval nevšední dílo přírody. Po poradě se svými lékaři usoudil, že tato horká voda by mohla pomáhat proti nemocem a být i jinak užitečná. Vodu sám užil a seznal úlevu a zlepšení. Nařídil, aby místo kolem pramene bylo osídleno. To se také stalo a tak, dle legendy, vznikly lázně Karlovy Vary.

## Fotogalerie

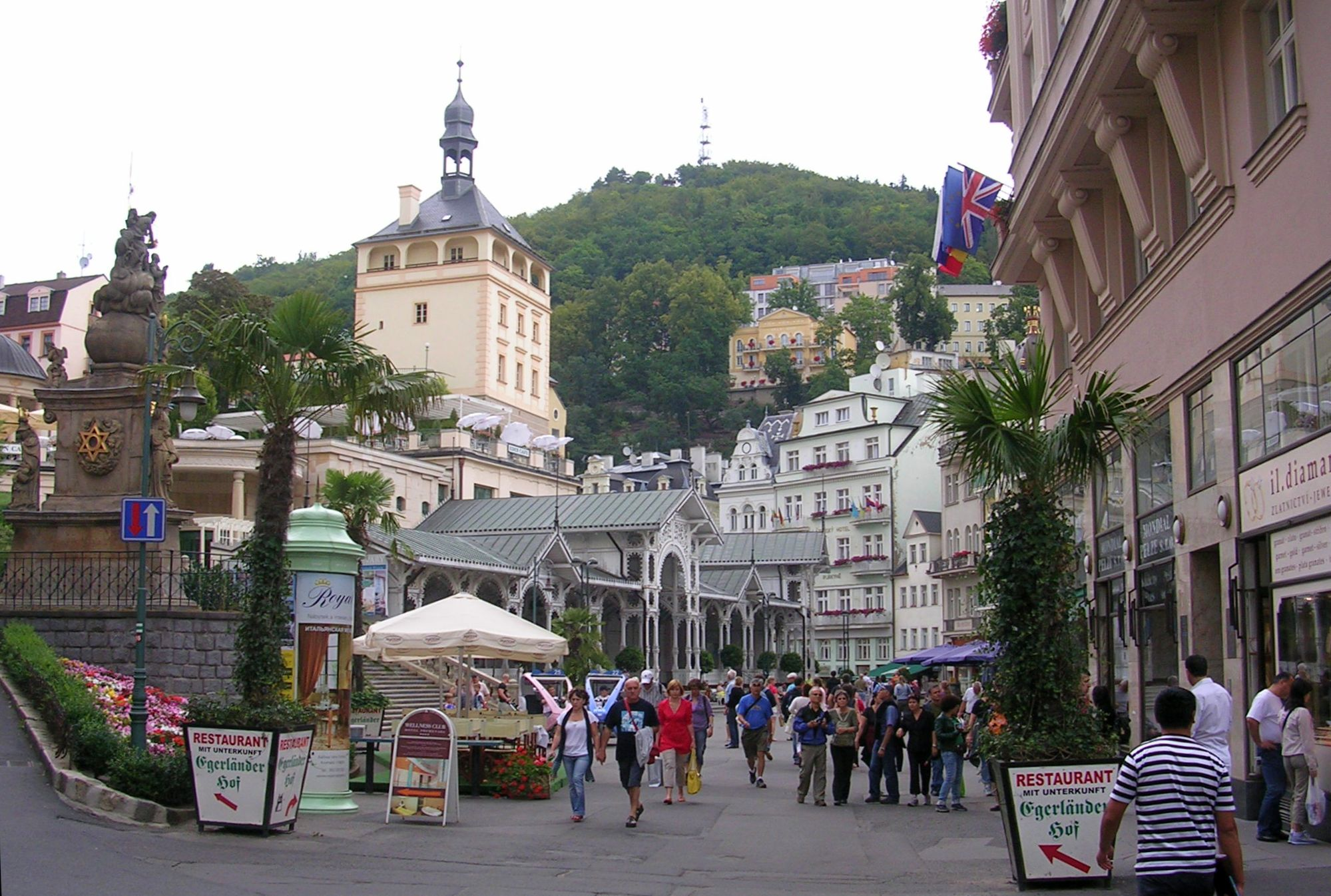
Tržní kolonáda, v pozadí zámecká věž, srpen 2009
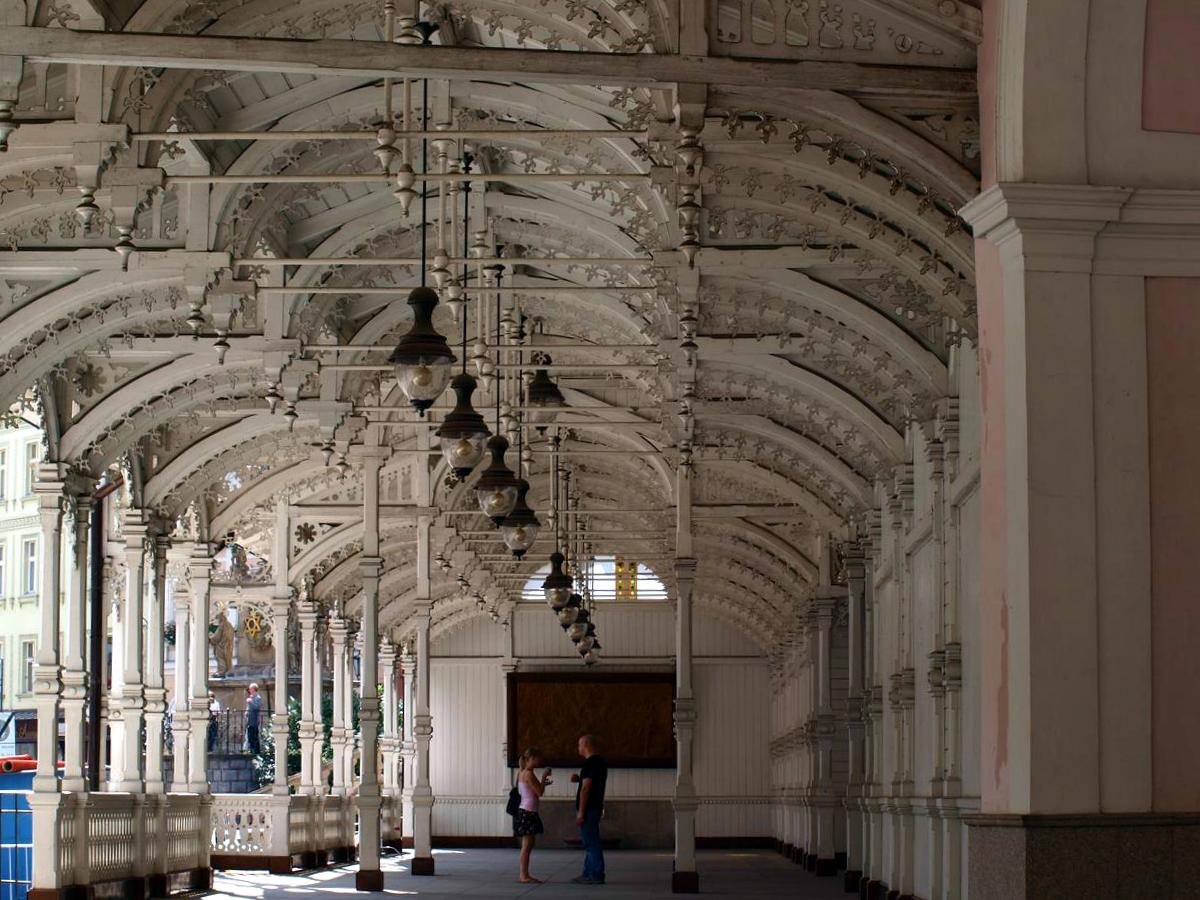
Tržní kolonáda, v pozadí pramen Karla IV., září 2010
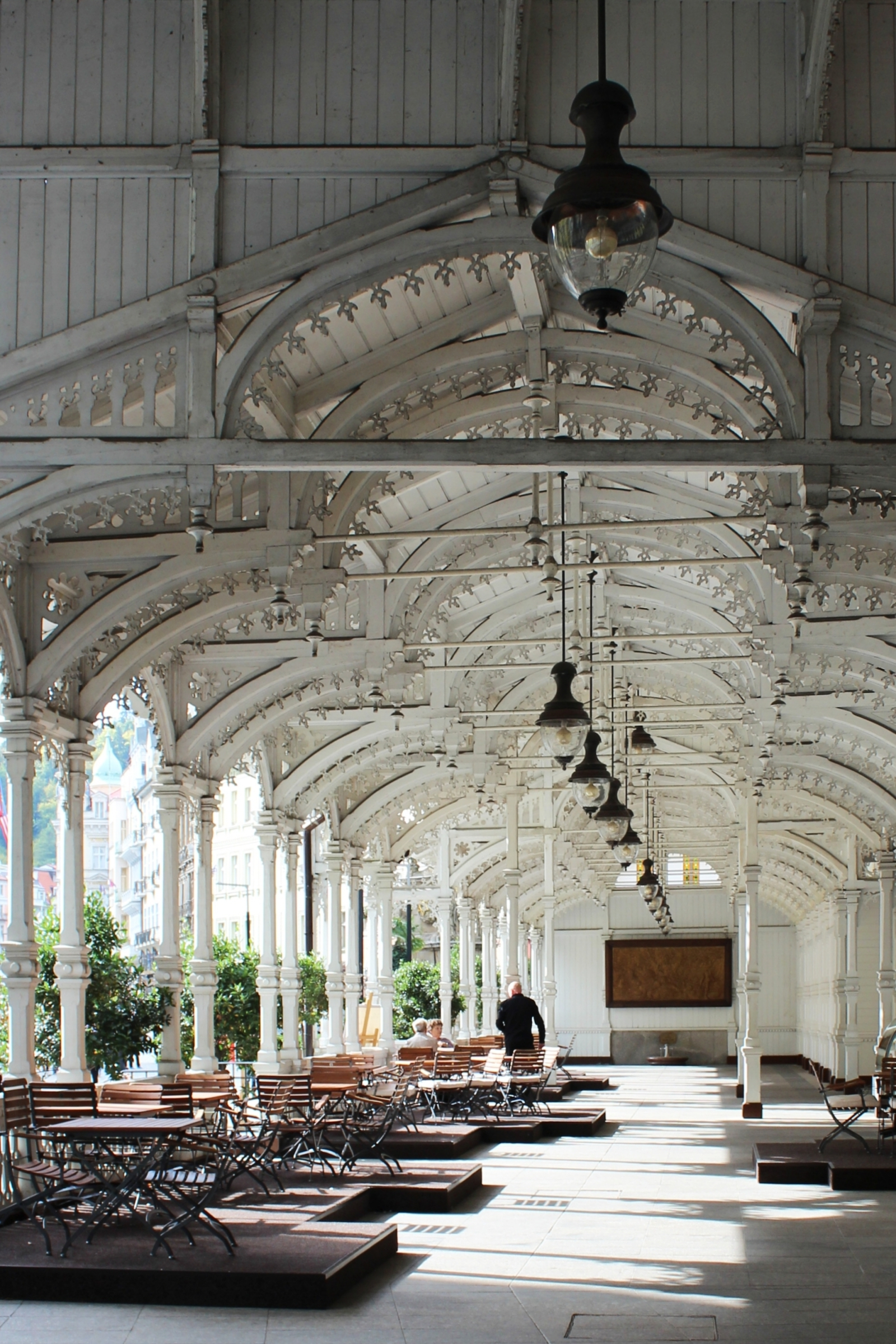
Tržní kolonáda, v pozadí pramen Karla IV., září 2014
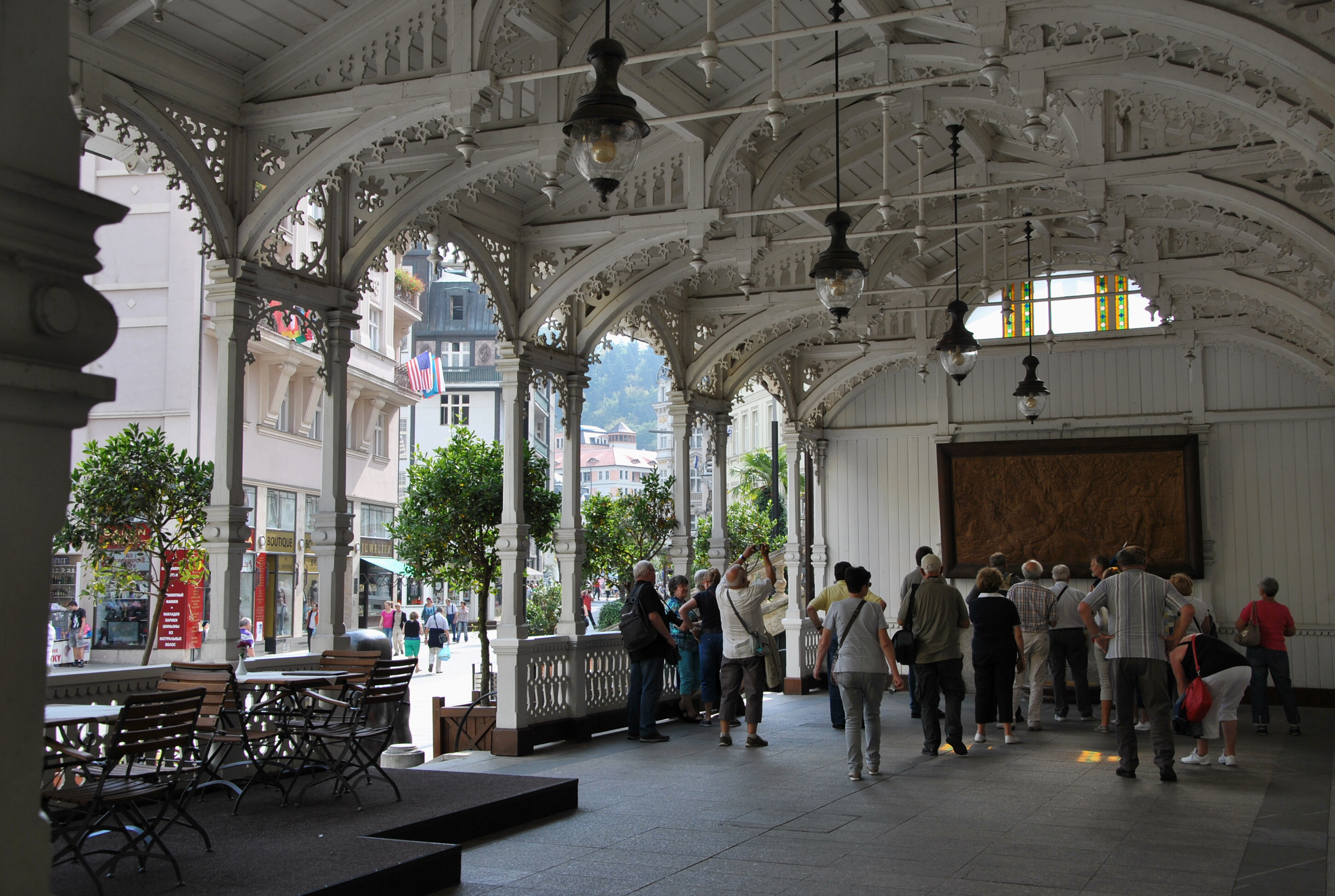
Tržní kolonáda, v pozadí pramen Karla IV., září 2014
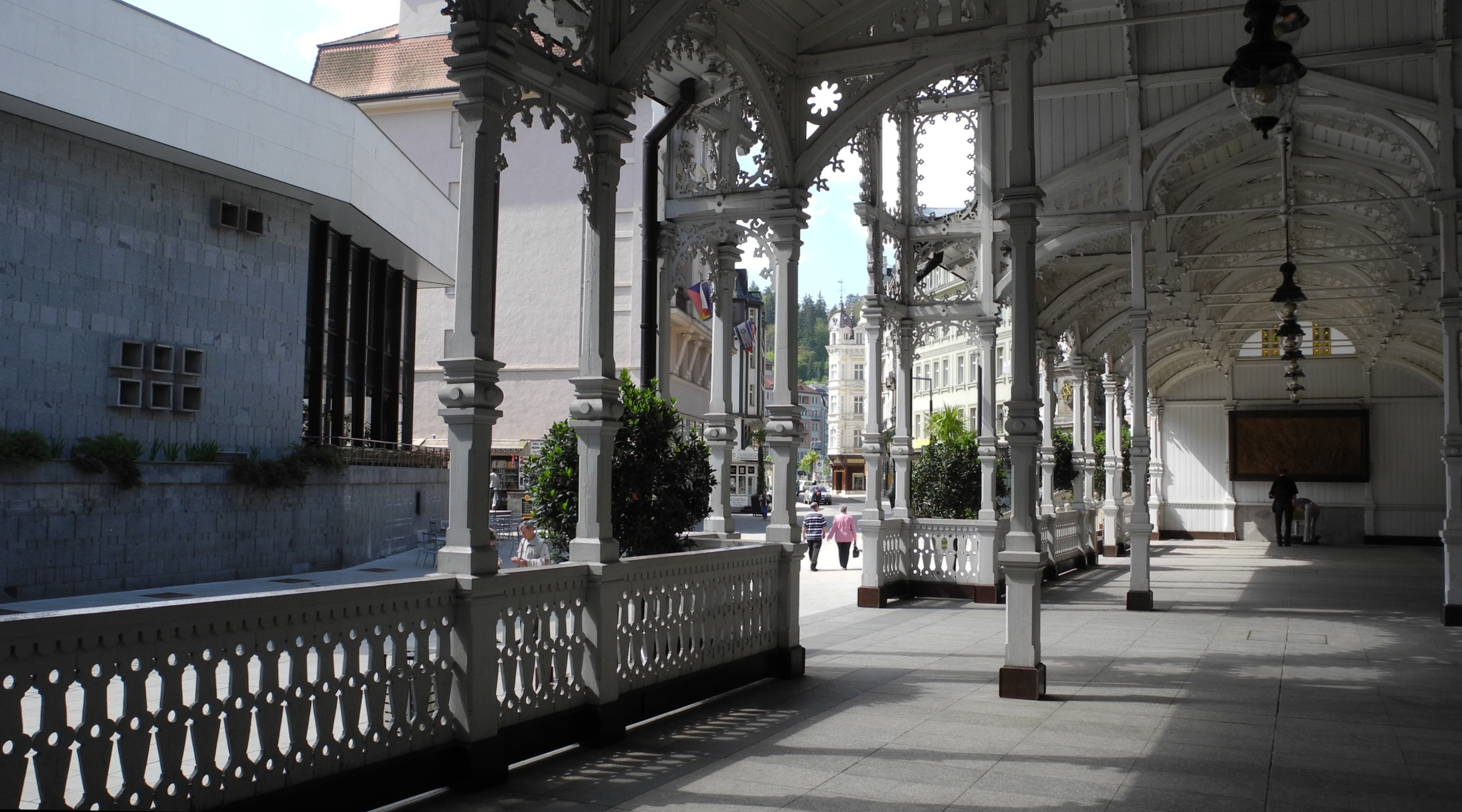
Tržní kolonáda, v pozadí pramen Karla IV., květen 2011
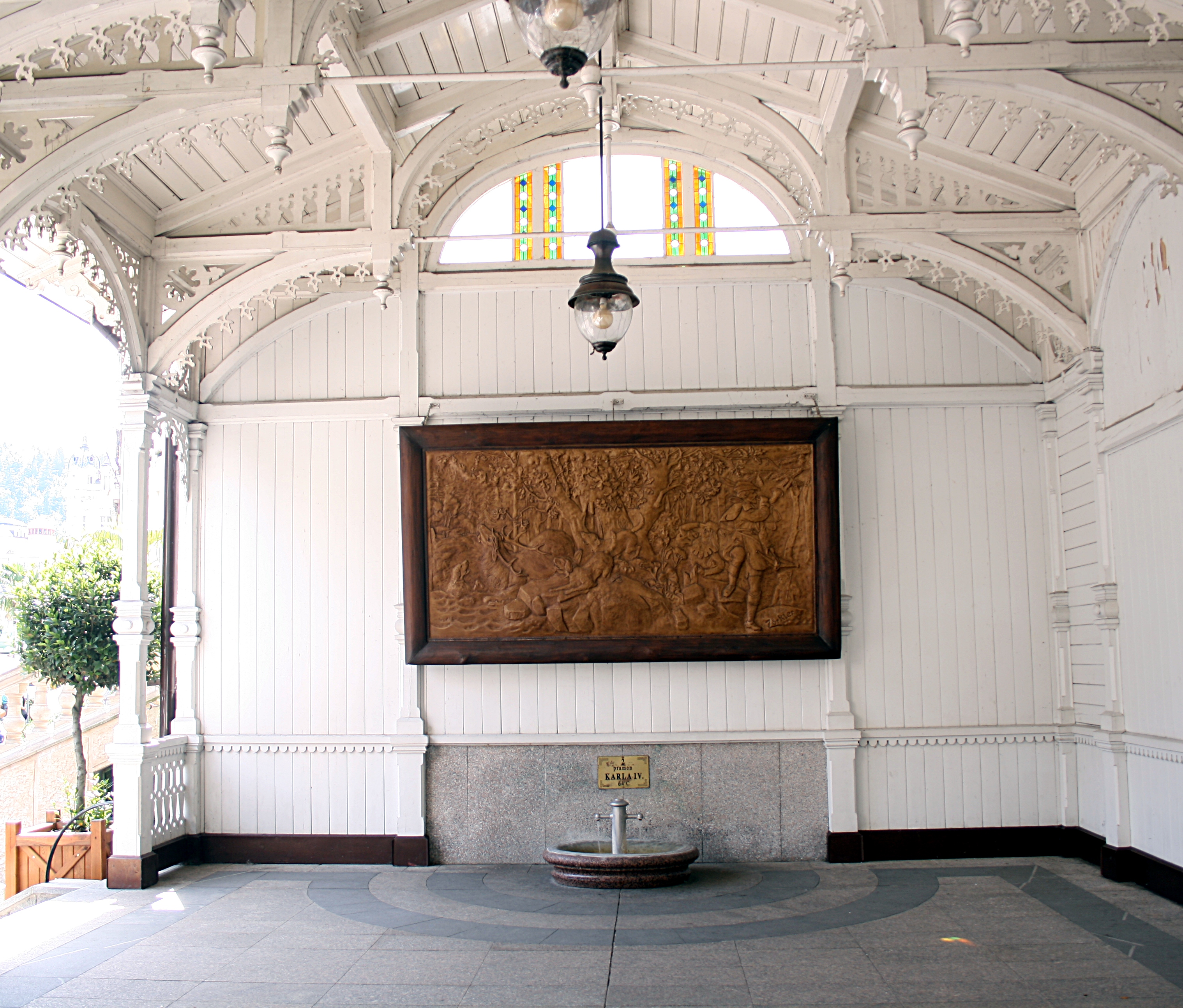
Pramen Karla IV. s reliéfem Objevení pramenů, červenec 2008
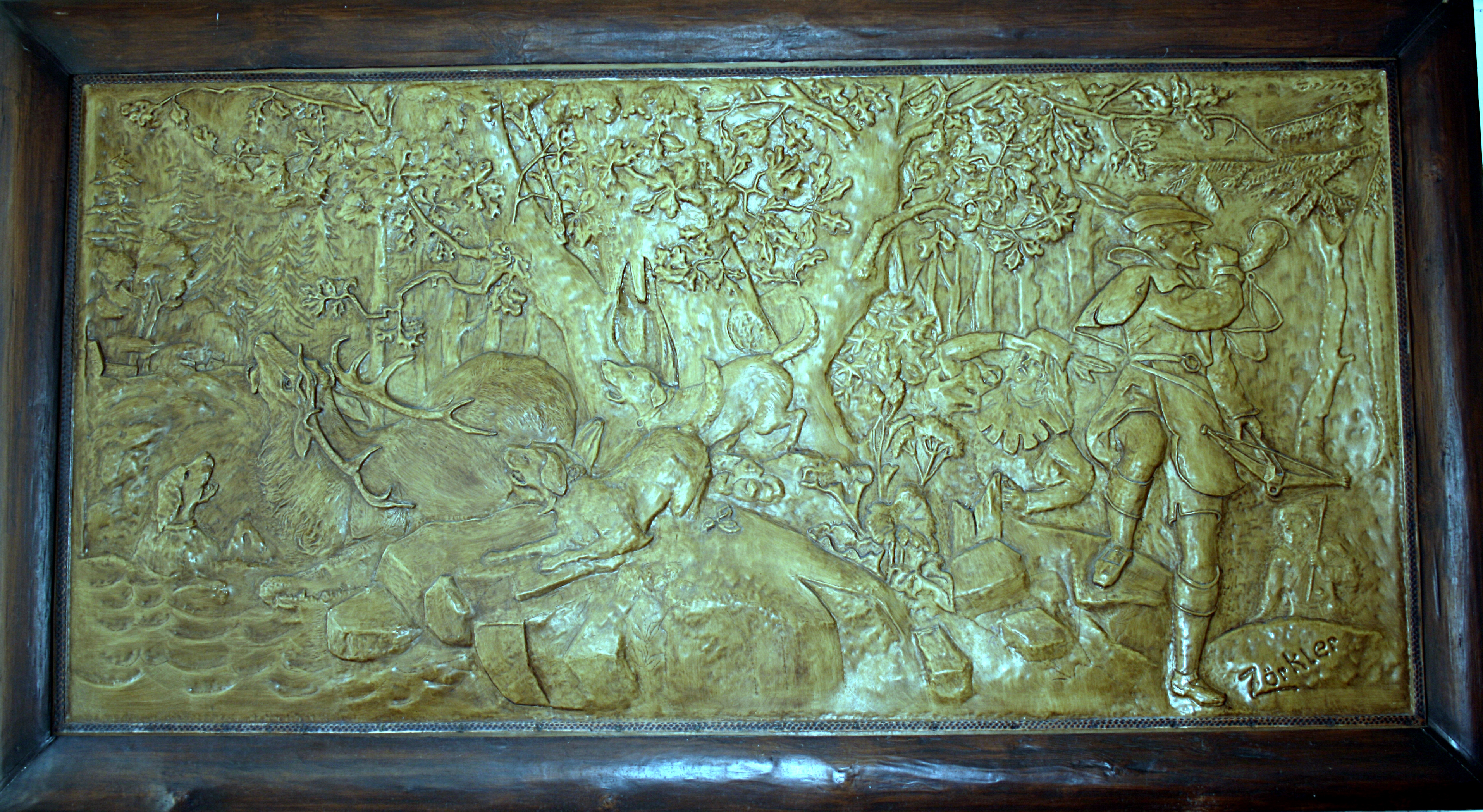
Reliéf Objevení pramenů, července 2008